# 1 Szturmowa Brygada Przeciwpancerna Russland
1 Szturmowa Brygada Przeciwpancerna „Russland” (ros. 1-я ударная противотанковая бригада "Россия") – kolaboracyjny związek taktyczny Sił Zbrojnych Komitetu Wyzwolenia Narodów Rosji pod koniec II wojny światowej.

## Sformowanie
Na początku 1945 został sformowany spośród oficerów i żołnierzy ochrony sztabu gen. Andrieja A. Własowa oraz kursantów oficerskiej szkoły ROA ponad 500-osobowy samodzielny oddział niszczycieli czołgów. Składał się z trzech plutonów. Jego dowódcą został płk Igor K. Sacharow, zaś zastępcą – kpt. G. Lamsdorf. Uzbrojony jedynie w broń strzelecką oraz panzerfausty 9 lutego wszedł do walki nad Odrą w rejonie Kostrzyna w celu zlikwidowania sowieckiego przyczółka na zachodnim brzegu rzeki zajętego przez oddziały 230 dywizji strzeleckiej Armii Czerwonej. Jego osiągnięcia były tak duże, że Rosjanie dostali pochwały od niemieckiego dowództwa, zaś gen. A. A. Własowowi gratulacje złożył Reichsführer SS Heinrich Himmler. 
W tej sytuacji rozkazem głównodowodzącego Sił Zbrojnych KONR sformowano 1 Szturmową Brygadę Przeciwpancerną „Russland”. Liczyła ona ok. 1,2 tys. żołnierzy. W jej skład wchodziły 10, 11, 12, 13 i 14 samodzielne dywizjony przeciwpancerne (12 dywizjon składał się z przedstawicieli narodów Kaukazu). Każdy dywizjon dzielił się na trzy szturmowe grupy. Dowódcą brygady został płk Gałkin. Miała ona na swoim uzbrojeniu ok. 1,2 tys. karabinów maszynowych i ok. 2,4 tys. panzerfaustów.

## Historia
Niemcy podporządkowali ją nowo formowanej Dywizji Przeciwpancernej „Weichse”l w składzie 9 Armii gen. Theodora Busse Grupy Armii „Weichsel” (brygada stanowiła odwód). W trakcie walk nad Odrą jej pododdziały sukcesywnie wchodziły do walki przeciwko sowieckim przyczółkom. 6 marca na froncie nad Odrą znalazła się 1 Dywizja Piechoty ROA, zaś brygada została jej podporządkowana. 
8 kwietnia doszło do konfliktu z Niemcami, którzy żołnierzom 13 i 14 dywizjonu odebrali większość karabinów maszynowych. Rosyjski dowódca mjr Wtorow ostro zaprotestował przeciwko temu, za co został aresztowany i uwięziony. Wypuszczono go na wolność dopiero pod wpływem interwencji szefa oddziału inspekcji OKH ppłk. Hanzena. Rosjanie po zakończeniu wojny – tak jak żołnierze innych jednostek Sił Zbrojnych KONR – zostali wydani Sowietom.